# Danvikens begravningsplats

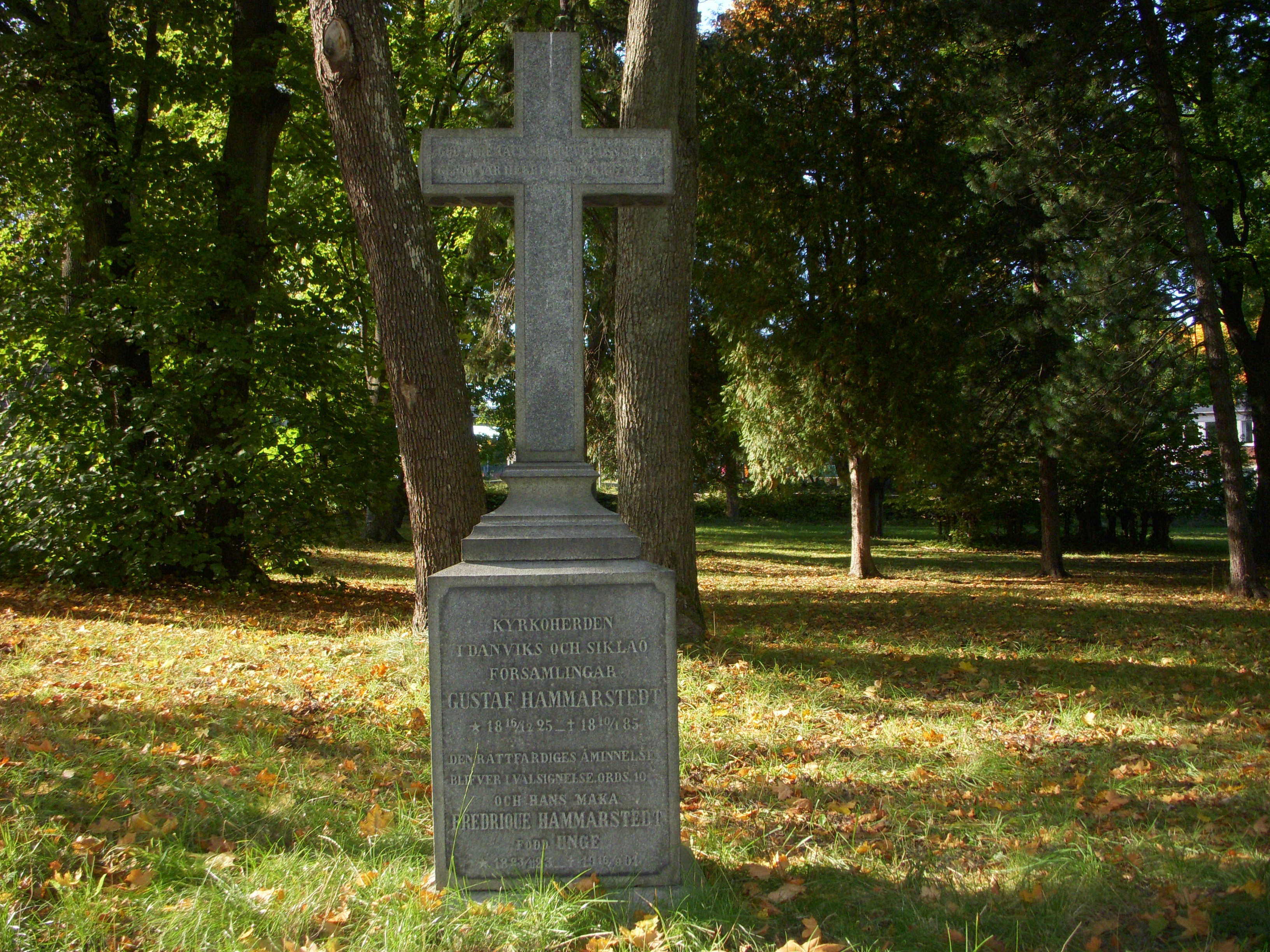
Gravvården över Gustaf Hammarstedt.

Danvikens begravningsplats är en övergiven kyrkogård som ligger längs Kvarnholmsvägen mellan Danvikshem och Finnboda varv i Nacka kommun.

## Historik
Kyrkogården är en tidigare fattig- och kolerakyrkogård och invigdes 1834. Tidigare hörde den till Danvikens Hospital och utöver de avlidna från hospitalet begravdes här många som bodde på Sicklaön och på östra Södermalm. Danvikens begravningsplats ersatte en äldre kyrkogård som fanns på Södermalmssidan av Danvikstull. 
Den sista begravningen ägde rum 1956. På området finns det kvar ett antal gravstenar och kors. Ett av dem är gravvården över Danviks siste kyrkoherde, Gustaf Hammarstedt (1825-1885). Eftersom gravfriden har upphört, vilket den gör 25 år efter sista jordfästelsen, har det funnits tankar om att bygga bostäder på marken, men det är för närvarande inte aktuellt.

## Bilder

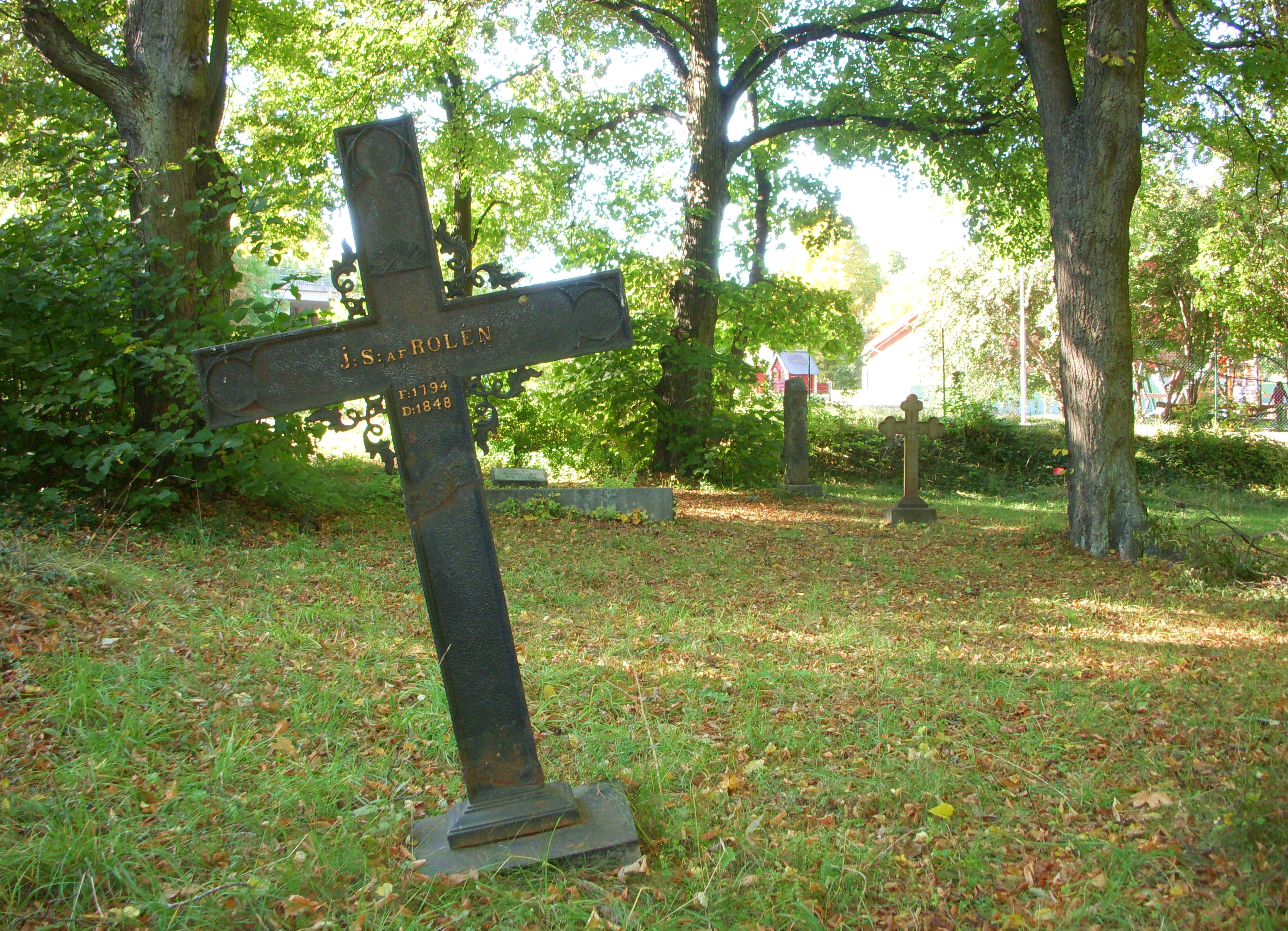
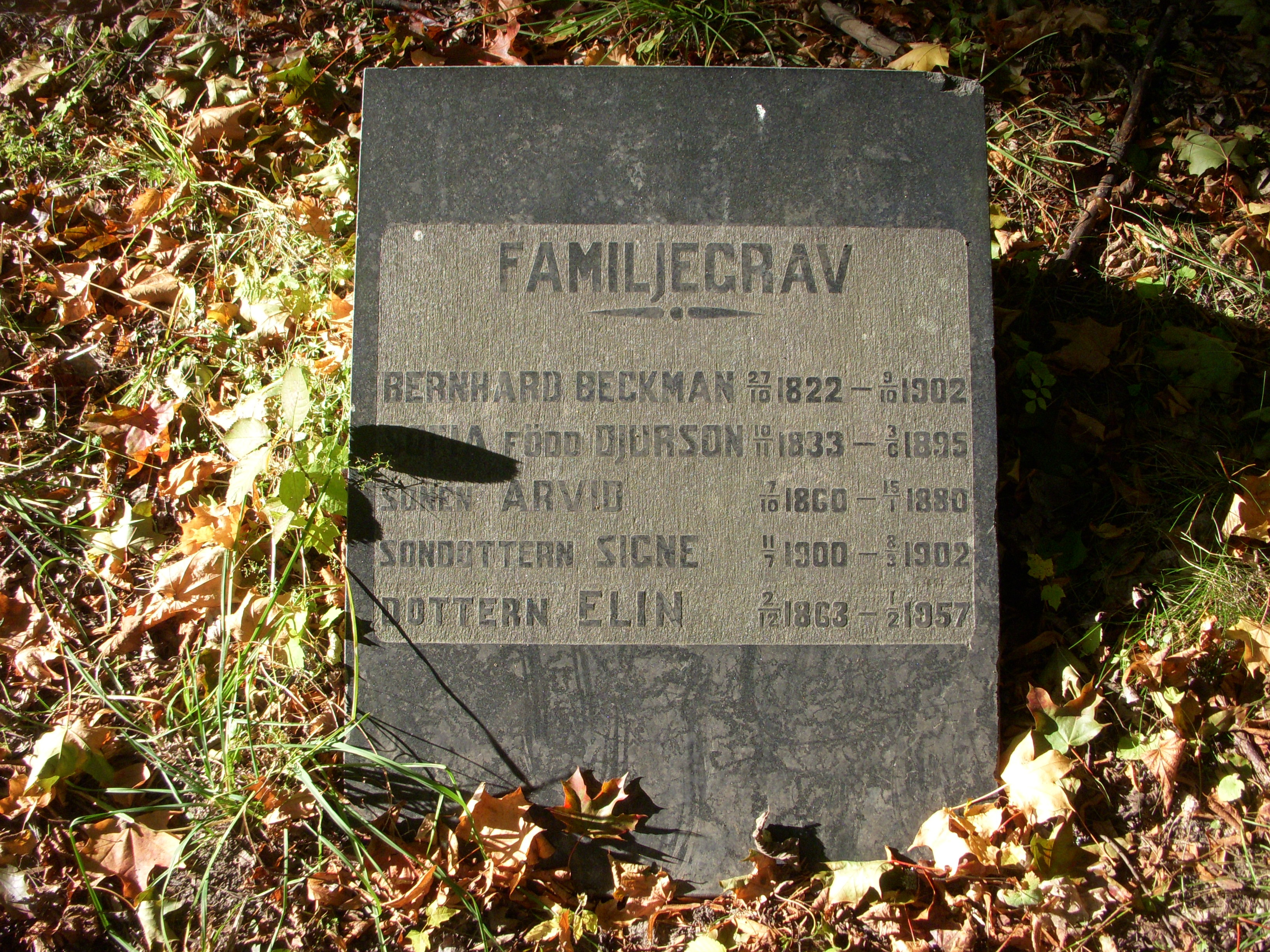
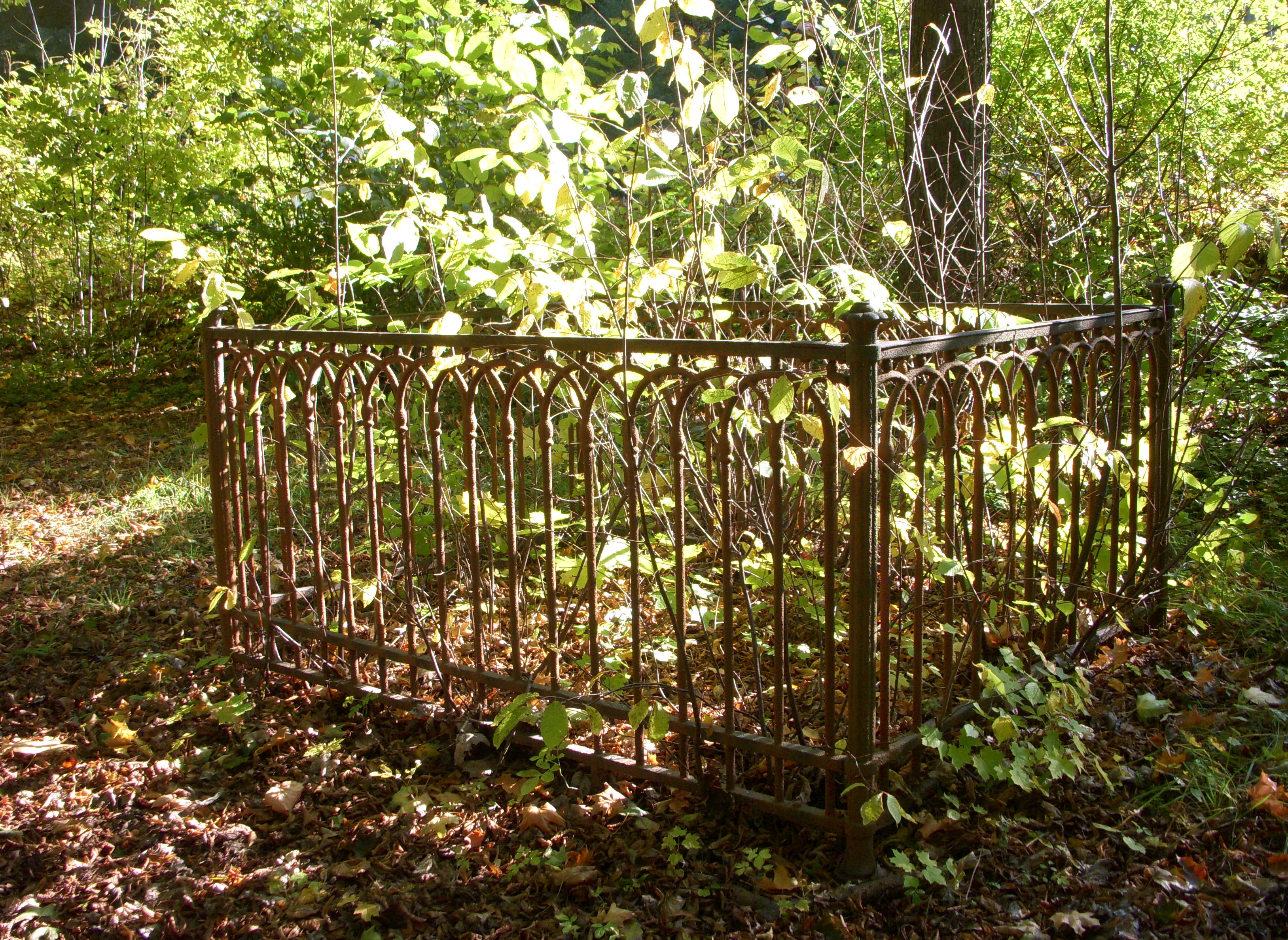
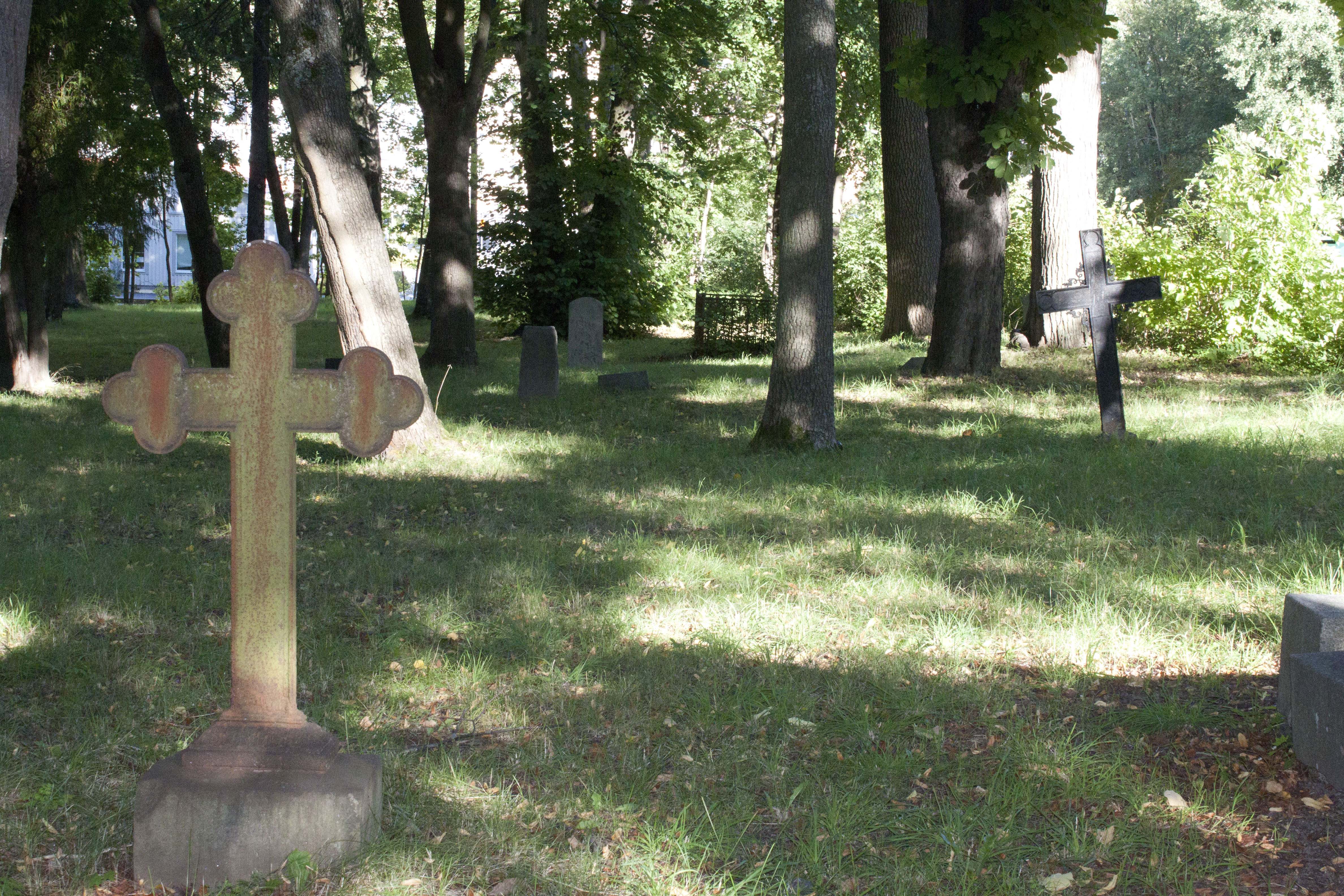